# Atypus wii
Espèce
Atypus wii est une espèce d'araignées mygalomorphes de la famille des Atypidae.

## Distribution
Cette espèce est endémique d'Uttarakhand en Inde,.

## Description
Le mâle holotype mesure 8,68 mm.

## Étymologie
Son nom d'espèce lui a été donné en référence au lieu de sa découverte, le campus du Wildlife Institute of India.

## Publication originale
- Siliwal, Kumar & Raven, 2014 : A new species of Atypus Latreille, 1804 (Araneae: Atypidae) from northern India. Arthropoda Selecta, vol. 23, no 2, p. 221-224 (texte intégral).